# ТЕС Джиссі
42°3′1″ пн. ш. 14°33′50″ сх. д. / 42.05028° пн. ш. 14.56389° сх. д.
ТЕС Джиссі – теплова електростанція у центральній частині Італії у регіоні Абруццо, провінція К'єті. Споруджена з використанням технології комбінованого парогазового циклу.
Введена в експлуатацію у 2008 році, станція має два однакові блоки потужністю по 420 МВт. У кожному з них встановлена одна газова турбіна потужністю 280 МВт, яка через котел-утилізатор живить одну парову турбіну з показником 140 МВт.
Загальна паливна ефективність ТЕС становить 57%.
Як паливо станція використовує природний газ.
Для видалення продуктів згоряння із котлів-утилізаторів споруджено димарі висотою по 65 метрів.
Зв’язок із енергомережею відбувається по ЛЕП, розрахованій на роботу із напругою 380 кВ.